# Arenostola suzukii
Arenostola suzukii là một loài bướm đêm trong họ Noctuidae.